# Vers la révolution en 2 CV
Pour plus de détails, voir Fiche technique et Distribution.
Vers la révolution en 2 CV (titre original : Alla rivoluzione sulla due cavalli) est un film italien réalisé par Maurizio Sciarra, sorti en 2001.

## Fiche technique
- Titre : Vers la révolution en 2 CV
- Titre original : Alla rivoluzione sulla due cavalli
- Réalisation : Maurizio Sciarra
- Scénario : Maurizio Sciarra et Enzo Monteleone, d'après le roman de Marco Ferrari
- Production : Jean Luc Ayach, Michael Ayach, Rosanna Seregni et Monica Venturini
- Musique : Lele Marchitelli
- Photographie : Arnaldo Catinari
- Montage : Claudio Cormio
- Costumes : Andrea Viotti
- Pays d'origine : Italie
- Format : Couleurs - DTS
- Genre : Comédie
- Durée : 100 minutes
- Dates de sortie : 
  - Suisse : 9 août 2001 (Festival international du film de Locarno)
  - Italie : 12 octobre 2001
  - Suède : 27 janvier 2002 (Festival international du film de Göteborg)
  - Espagne : 26 avril 2002
  - France : 20 novembre 2002

## Distribution
- Adriano Giannini : Marco
- Andoni Gracia : Victor
- Gwenaëlle Simon : Claire
- Francisco Rabal : Oncle Enrique
- Georges Moustaki : Le Poète

## Distinctions
- Léopard d'or au Festival de Locarno